# Achilixius minahassae
Achilixius minahassae är en insektsart som beskrevs av  1989. Achilixius minahassae ingår i släktet Achilixius och familjen Achilixiidae. Inga underarter finns listade i Catalogue of Life.